# Liste von Friedhöfen in Sankt Petersburg

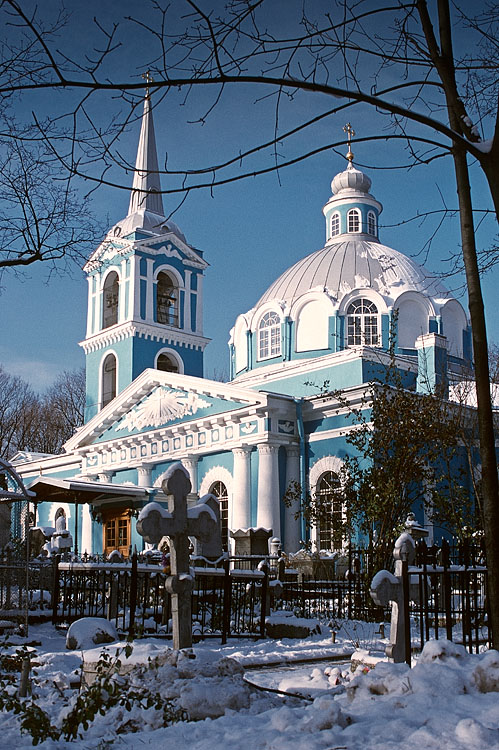
Der Gottesmutter von Smolensk geweihte Kirche auf dem orthodoxen Smolensker Friedhof

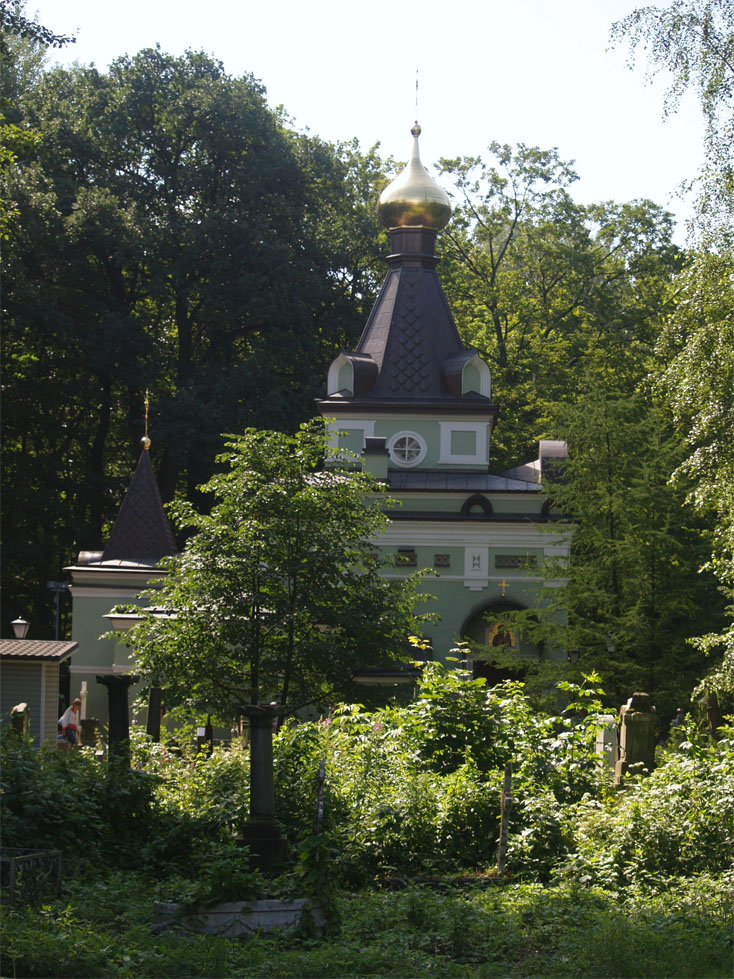
Kapelle der Heiligen Xenija (Часовня Ксении Блаженной) auf dem Smolensker Friedhof

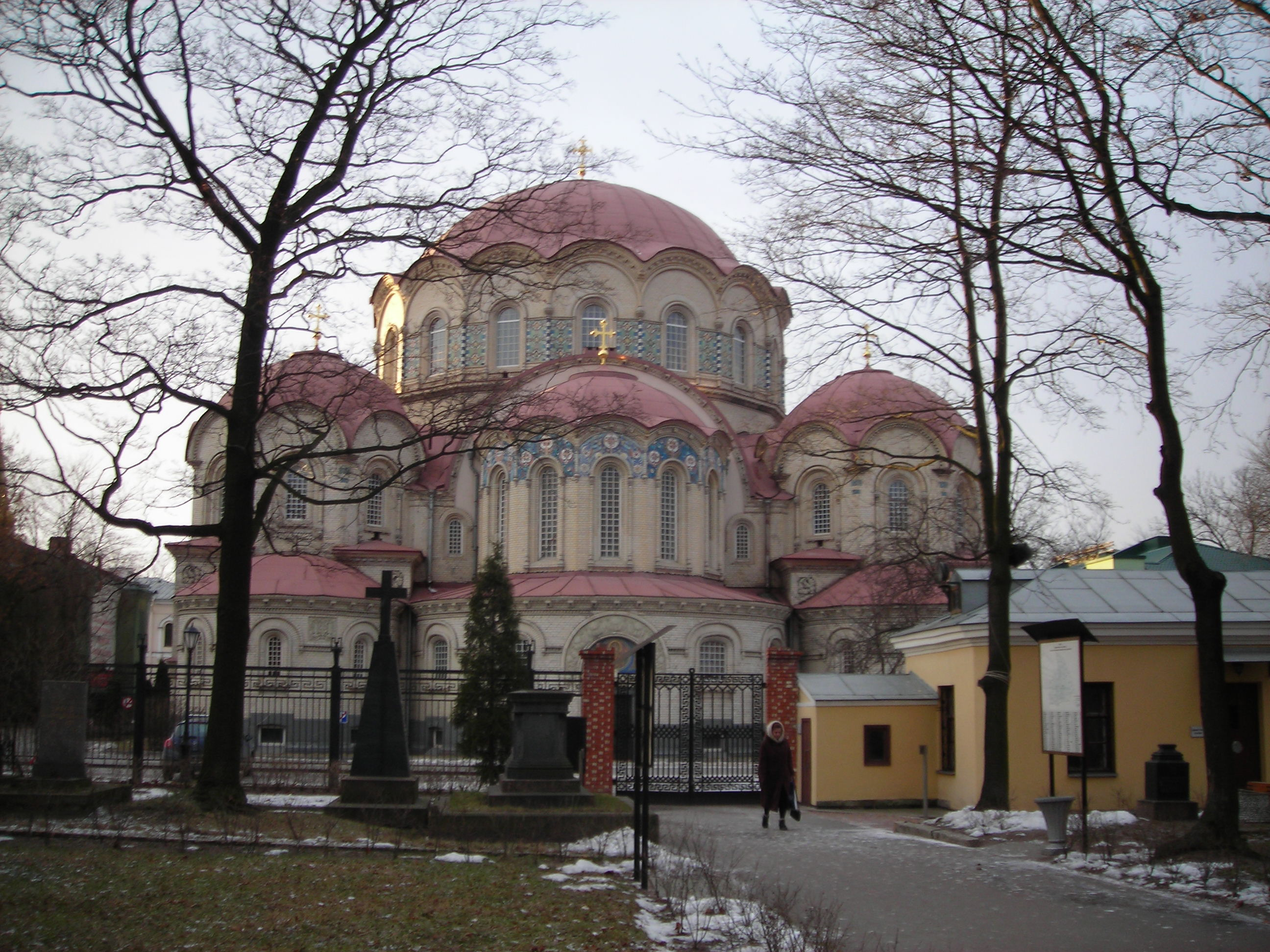
Nowodewitschi-Friedhof (Ausgang)

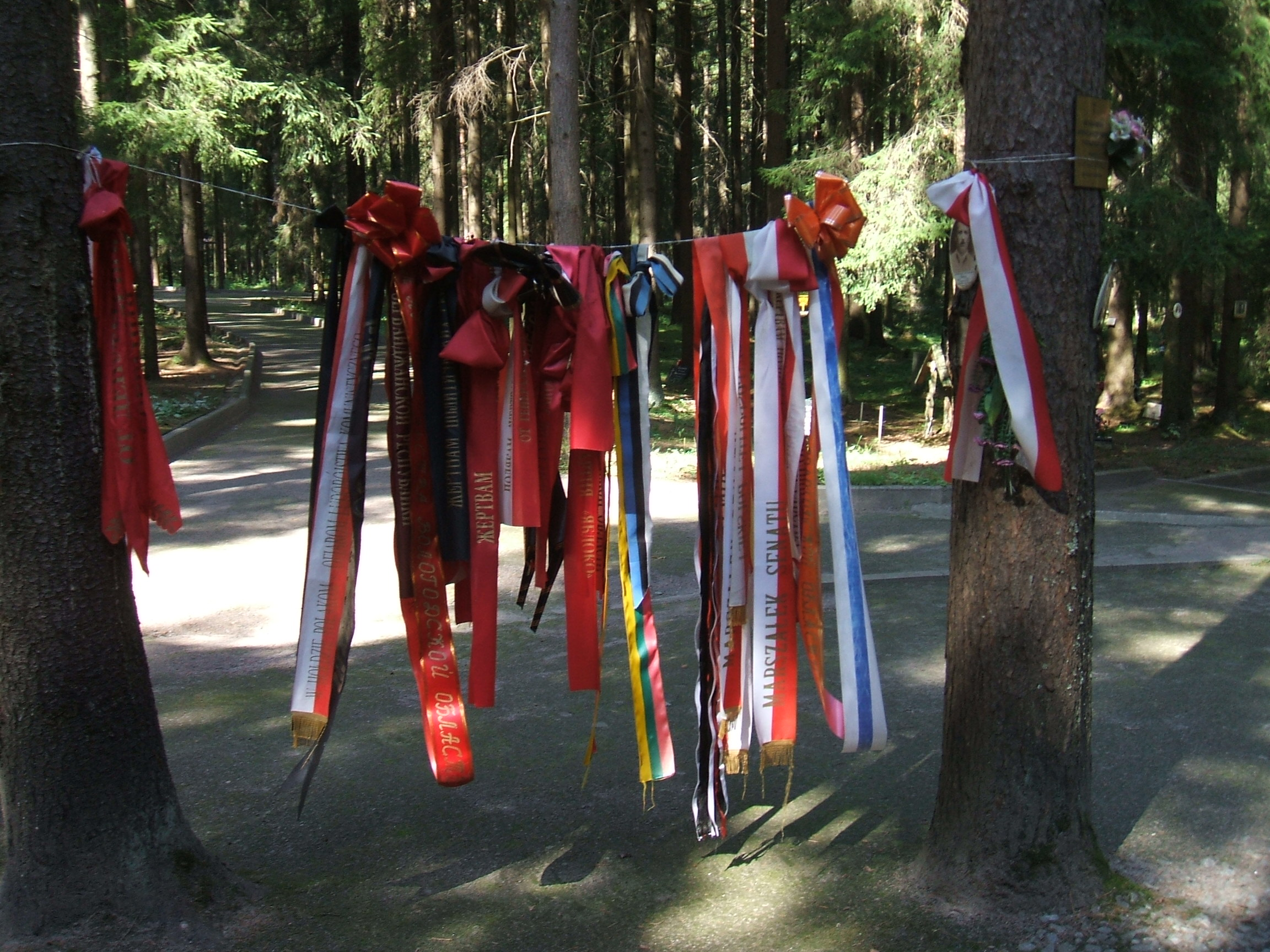
Trauerschleifen auf dem Lewaschowo-Gedenkfriedhof

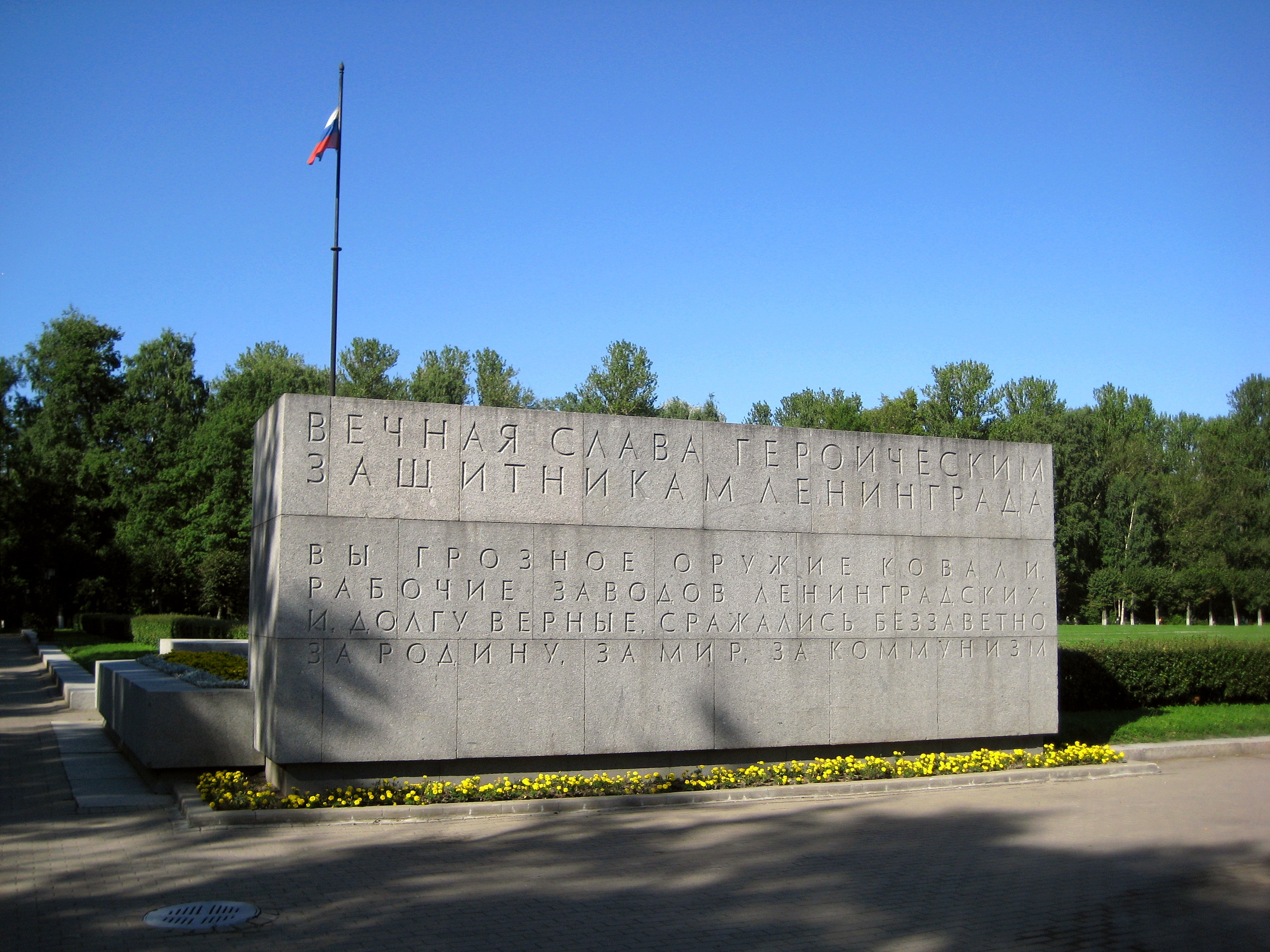
Serafimowskoje-Friedhof (Gedenkstätte für die Opfer der Belagerung von Leningrad 1941–1944)

Dies ist eine Liste von Friedhöfen in Sankt Petersburg.

## Übersicht
- Bogoslowskoje-Friedhof
- Bolscheochtinskoje-Friedhof (Большеохтинское кладбище)
- Friedhof von Komarowo (Комаровское поселковое кладбище)
- Kosakenfriedhof (Alexander-Newski-Kloster)
- Krasnenkoje-Friedhof (Красненькое кладбище)
- Lazarus-Friedhof (Alexander-Newski-Kloster)
- Lewaschowo-Gedenkfriedhof (Левашовское мемориальное кладбище)
- Nikolaus-Friedhof (Alexander-Newski-Kloster)
- Nordfriedhof (Северное кладбище)
- Nowodewitschi-Friedhof
- Peter-und-Paul-Festung, Friedhof der Kommandanten
- Piskarjowskoje-Gedenkfriedhof
- Preobraschenskoje-Friedhof
- Friedhof am Pulkowo-Observatorium
- Serafimowskoje-Friedhof (Серафимовское кладбище)
- Smolensker Friedhof
  - Orthodoxer Friedhof (Смоленское православное кладбище)
  - Lutheranischer Friedhof
  - Armenischer Friedhof
- Sologubowka
- Südfriedhof (Южное кладбище)
- Tichwiner Friedhof (Alexander-Newski-Kloster)
- Wolkowo-Friedhof